# Glasberg (Mühltal, Odenwald)
Der Glasberg ist ein Berg im nordwestlichen Odenwald, nordöstlich von Nieder-Beerbach.

## Beschreibung
Der ca. 240,0 m hohe Glasberg in der Gemarkung Mühltal ist stark bewaldet.
Unmittelbar nordöstlich vom Glasberg befindet sich der Kirschberg.
Am Ostrand verläuft die K 138 „Obere Kreisstraße“ und der Waschenbach.
Am Südhang befindet sich ein Gabbro-Steinbruch. 
Südwestlich des Berges befindet sich Nieder-Beerbach.
Am Westrand verläuft der Bach vom Breitenloh, der Beerbach und die L 3098 „Mühlstraße“. 
Am Nordwestrand befindet sich der Weiler In der Mordach.

## Toponyme
1. undatiert: Glasberg
2. heute: Glasberg

## Etymologie
Zu althochdeutsch und mittelhochdeutsch glas mit der Bedeutung Glas, Bernstein.
Wahrscheinlich bezieht sich der Name auf eine helle, glänzende Bodenfarbe oder eine Lichtspiegelung.